# 테즈카 치하루
테즈카 치하루(일본어: 手塚 ちはる, 1974년 10월 27일 ~ )는 일본의 여성 성우. 아트비전 소속. 도쿄도 다이토구 출신.